# Belgin Doruk
Belgin Doruk (Ankara, 28 de juny de 1936 - İstanbul, 27 de març de 1995) va ser una actriu de cinema turca.

## Biografia
Belgin Doruk va néixer a Ankara, Turquia el 1936. Mentre estudiava en un institut va participar en una competició de nous actors i va quedar primera juntament amb Ayhan Işık i Mahir Özerdem. Així va començar la seva carrera al cinema que duraria més de 20 anys. Va morir d'un atac de cor a Istanbul el 1995.
A partir d'una sèrie de pel·lícules en les quals va actuar a Yeşilçam, en la dècada dels 60, se la coneix com la Küçük Hanımefendi (la Senyora petita, la Senyoreta) a Turquia. Amb la pel·lícula Ayşecik:Yuvanın Bekçileri va guanyar el premi a la millor actriu en el Festival de Film Taronja d'Or d'Antalya el 1970.
La periodista i escriptora Bircan Usallı Silal ha escrit un llibre sobre la vida de Belgin Doruk, amb el nom de "Acı Dolu Yıllar" (Anys de dolor).

## Filmografia
- Çakırcalı Mehmet Efe'nin Definesi 1952
- Kanlı Çiftlik 1952
- Yavuz Sultan Selim Ağlıyor 1952
- Öldüren Şehir (Selma) 1953
- Köroğlu 1953
- Kader 1955
- Ölüm Korkusu 1955
- Son Beste 1955
- Çileli Bülbül 1957
- Çölde Bir İstanbul Kızı 1957
- Mahşere Kadar 1957
- Lejyon Dönüşü 1957
- Hayat Cehennemi (Nermin) 1958
- Beraber Ölelim 1958
- Daha Çekecek miyim?  1958
- Kederli Yıllar 1958
- Ömrümün Tek Gecesi 1959
- Samanyolu 1959
- Annemi Arıyorum 1959
- Binnaz Binnaz 1959
- Kırık Plak 1959
- Ölmeyen Aşk Semra 1959
- Aslan Yavrusu 1960
- Gece Kuşu 1960
- Satın Alınan Adam 1960
- Ayşecik Şeytan Çekici 1960
- Bir Yaz Yağmuru 1960
- İlk Aşk 1960
- Yeşil Köşkün Lambası 1960
- Kanlı Firar Türkan Akyel 1960
- Kızıl Vazo 1961
- Küçük Hanımefendi (Neriman) 1961
- Tatlı Günah 1961
- Aşkın Saati Gelince 1961
- Bir Demet Yasemen 1961
- Bir Yaz Yağmuru 1961
- Bülbül Yuvası 1961
- Düğün Alayı 1961
- Özleyiş  1961
- Zavallı Necdet 1961
- Hayat Bazen Tatlıdır 1962
- Küçük Hanımın Kısmeti 1962
- Aşka Karşı Gelinmez 1962
- Yalnızlar İçin 1962

Poster de Ayşecik: Yuvanın Bekçileri, una pel·lícula de 1969, dirigida per Aram Gülyüz, i on comparteix els rols principals amb Ayhan Işık i la jove actriu Ayşecik.

- Küçük Hanımın Şoförü (Neriman) 1962
- Daima Kalbimdesin 1962
- Gönül Avcısı 1962
- Küçük Hanım Avrupa'da (Neriman) 1962
- Bahçevan 1963
- Kahpe 1963
- Acı Aşk 1963
- Akdeniz Şarkısı 1963
- Aşk Tomurcukları 1963
- İlk Göz Ağrısı 1963
- Kadınlar Hep Aynıdır 1963
- Evcilik Oyunu 1964
- İstanbul Kaldırımları 1964
- Suçlular Aramızda 1964
- Aşk ve Kin 1964
- Duvarların Ötesi 1964
- Bitirimsin Hanım Abla 1964
- Şoförler Kralı 1964
- Bozuk Düzen 1965
- Şoförün Kızı 1965
- Bir Gönül Oyunu 1965
- Hep O Şarkı 1965
- Sayılı Dakikalar 1965
- Kırık Hayatlar Vadide 1965
- Güzel Bir Gün İçin 1965
- Yasak Cennet  1965
- Satılık Kalp Selma 1965
- Toprağın Kanı 1966
- Allahaısmarladık Yavrum 1966
- Yarın Ağlayacağım 1966
- Sevgilim Bir Artistti 1966
- Yıkılan Gurur 1967
- İstanbul'u Sevmiyorum 1968
- Kanlı Nigâr 1968
- Atlı Karınca Dönüyor 1968
- Şahane İntikam 1969
- Ayşecik Yuvanın Bekçileri (Leyla) 1969
- Pamuk Prenses ve 7 Cüceler 1970
- Gönül Meyhanesi 1970
- Küçük Hanımın Şoförü 1970
- Gecekondu Rüzgârı 1972
- Gecekondu Rüzgârı 1972